# Podologie
Podologie ist die nicht-ärztliche Heilkunde am Fuß. Die Bezeichnung leitet sich vom griechischen pous (πούς) – Genitiv podos (ποδός) – für „Fuß“ und logos (λόγος) für „Sprache/Lehre“ ab.
Die Maßnahmen von Podologen sind vielfältig und ergeben sich aus den Gebieten der Inneren Medizin (Diabetologie), Dermatologie, Chirurgie und Orthopädie. Sie umfassen präventive und kurative therapeutische Maßnahmen rund um den Fuß, die grundsätzlich verletzungsfrei durchzuführen sind. Podologen sind in Deutschland aufgrund des Podologengesetzes (PodG) als medizinischer Fachberuf und nichtärztlicher Heilberuf definiert. Die meisten Podologen sind mit Kassenzulassung tätig, da Diabetiker mit Folgeschäden am Fuß im Sinne eines Diabetischen Fußsyndroms (DFS) und seit 2021 auch Patienten mit nachgewiesener Polyneuropathie an den Füßen von den Krankenkassen (gesetzlich wie privat) eine Heilmittelverordnung zur podologischen Komplexbehandlung vom Arzt erhalten können.
Podologen arbeiten als selbständige Leistungserbringer in eigenen Podologiepraxen mit oder ohne Kassenzulassung, als freie Mitarbeiter in einer Gemeinschaftspraxis oder Praxisgemeinschaft oder als Angestellte in Krankenhäusern oder speziellen Fußambulanzen mit anderen Berufsgruppen wie zum Beispiel Ärzten, Orthopädieschuhmachern, Orthopädietechnik-Mechanikern oder Physiotherapeuten, Ergotherapeuten etc. zusammen.

## Rechtlicher Rahmen

### Deutschland
In Deutschland regeln das Podologengesetz (PodG) und die Ausbildungs- und Prüfungsverordnung für Podologinnen und Podologen (PodAPrV) das Berufsbild und die Ausbildung zum Podologen.
Seit 2002 ist die Berufsbezeichnung „Podologe/Podologin“ und seit 2003 die Berufsbezeichnung „Medizinischer Fußpfleger/Medizinische Fußpflegerin“ gesetzlich geschützt: Nur mit einer behördlichen Erlaubnisurkunde zur Führung der Berufsbezeichnung darf sich eine als Podologe praktizierende Person auch tatsächlich so nennen. Der unrechtmäßige Gebrauch der Berufsbezeichnung „Podologe/Podologin“ bzw. „Medizinischer Fußpfleger/Medizinische Fußpflegerin“ ist eine Ordnungswidrigkeit, die aufgrund von § 9 PodG mit einer Geldbuße (bis 2500 €) geahndet werden kann.
Vor Inkrafttreten des PodG konnten sich praktizierende Medizinische Fußpfleger in einer von 2002 bis 2006 laufenden Übergangszeit mit einer Ergänzungsprüfung im Sinne einer Besitzstandswahrung zum Podologen qualifizieren.
2012 wurde erstmals ein Studiengang Podologie eingerichtet. Er verläuft über einen Zeitraum von drei Jahren und schließt mit dem Bachelor of Science in Podologie (B.Sc. Podologie) ab.
Die Regelung der Ausbildung und Interessensvertretung der Berufstätigen in diesem Bereich werden durch den Deutschen Verband für Podologie übernommen.

### Österreich
Auch in Österreich ist die podologische Fußpflege mit einer eigenen Ausbildung verbunden. Es gibt aber auch Firmen, die unter dem Namen Podologie propriozeptive Sohlen anfertigen. Aus diesem Grund führt die Bezeichnung Podologie immer wieder zu Verwirrung, weil der Name Podologie in Österreich nicht geschützt und auch keinem Ausbildungsweg klar zugeordnet ist. Unter Pododynamik (geschützte Marke in Österreich und in der Schweiz) werden ebenfalls Therapiesohlen angeboten und der optimale Erfolg wird durch aufbauende Übungen unterstützt, die sehr eng an das Training der Physiotherapie anschließen.

### Schweiz
In der Schweiz ist die Podologie eine sehr verbreitete Fachgruppe. Die gesetzlichen Voraussetzungen sind allerdings in der Schweiz grundlegend anders als in Deutschland. Die Ausbildung zum Podologen EFZ ist eine dreijährige Vollzeit-Berufslehre, welche mit dem eidgenössischen Fähigkeitszeugnis abschließt.
Für die selbständige Berufstätigkeit ist in den meisten Kantonen die Weiterbildung zum dipl. Podologen HF erforderlich. In der Weiterbildung zum dipl. Podologen HF wird der Behandlung von Risikopatienten besonderes Gewicht beigemessen. Die Ausbildung dauert in der Deutschschweiz drei Jahre berufsbegleitend und umfasst insgesamt 3600 Lernstunden. Grundlage des Lehrgangs ist ein eidgenössisch genehmigter Rahmenlehrplan.
Die medizinische Fußpflege ist in den meisten kantonalen Gesundheitsverordnungen geregelt. Für die Berufsausübung benötigen die Podologen eine Berufsausübungsbewilligung der jeweiligen kantonalen Gesundheitsbehörde.

### Frankreich
In Frankreich gibt es insgesamt elf Hochschulen für Podologie. Diese Hochschulen bereiten die Schüler zum Ablegen des staatlich anerkannten Podologie-Diploms vor. Nach dieser Hochschule kann ein weiterer Bachelor- oder Masterstudiengang und später auch eine Promotion erfolgen. Der Zugang zu diesen Hochschulen wird meist durch eine Qualifikationsprüfung gewährleistet. Als Voraussetzung gilt außerdem das Abitur.
Es gibt neben den staatlichen Hochschulen auch private Schulen für Podologie. Die Ausbildung umfasst drei Jahre Theorie und Praxis.
Das Tätigkeitsfeld der Behandlungen am Fuß (Medizinische Fußpflege) ist mit dem deutschen Berufsfeld der Podologie vergleichbar. Auch hier kann nur im Rahmen einer ärztlichen Anweisung eine medizinische Therapie erfolgen. Operationen oder technische Diagnoseverfahren wie z. B. Röntgen, sind in Frankreich, wie auch in Deutschland, dem Podologen nicht erlaubt.
Die Podologie in Frankreich fertigt zudem neben den französischen Orthopädieschuhmachern, orthopädische Einlagen nach Maß.

### Spanien
In Spanien ist die Podologie ein Studienbereich, der teilweise zusammen mit dem Medizinstudium verläuft und daher auch mit einem akademischen Hochschulabschluss (Diplom) endet. Danach kann man ein Master-Studium oder auch eine Promotion der Podologie anstreben.
Die Regelstudienzeit beträgt ca. vier Jahre und in dieser Zeit sind 240 ECTS an Studienfachbereichen zu belegen. In Spanien gibt es zwölf Universitäten für den Studiengang Podologie. Inhalt dieses podologischen Universitätsstudiums sind neben den schulmedizinischen Grundlagenfächern wie z. B. Anatomie, Physiologie, Biomechanik und Pathologie auch die Fächer Radiologie, Pharmakologie, Allgemeinmedizin sowie spezielle Chirurgie am Fuß.
Die Podologie in Spanien führt somit eigene Untersuchungen durch, mit dem Ziel einer Diagnosestellung und einer folgenden Therapiewahl, welche auch mit kleineren, lokalen Operationen am Fuß einhergehen können.

### Portugal
Die Tätigkeit der Podologie in der Republik Portugal ist vergleichbar mit dem des Nachbarlandes Spanien. Auch hier werden kleinere Fußoperationen durch die Podologie durchgeführt. In Portugal konnte man zwar schon seit 1994 studieren, jedoch ab 1997 wird erst der akademische Grad (Diplom) Podologie verliehen. Portugal war eines der ersten Länder, welche mit Bachelor- und Masterstudiengängen, gemäß dem Bologna-Prozess der Podologie. Das Regelstudium in Portugal dauert drei Jahre (sechs Semester) zwei weitere Jahre (acht Semester) für den Bachelor und wiederum zwei weitere Jahre (insgesamt zehn Semester) für den Master in Podologie (300 ECTS). Mit dem lateinamerikanischen Land Brasilien besteht ein regelmäßiger fachlicher Austausch zu podologischen Themen unter anderem durch Kongresse und andere gemeinsame Veranstaltungen.

### Griechenland
In Griechenland gibt es bis heute noch keine rechtlichen Vorschriften für die Berufsgruppe der Podologen. Somit gehört die Podologie noch nicht in die Gruppe der medizinisch geregelten Berufe.
Viele der Podologen, welche in Griechenland niedergelassen und tätig sind, haben ihre Ausbildung im Ausland erworben. Zurzeit gibt es in Griechenland lediglich ein Ausbildungsinstitut, dass sowohl nach europäischen als auch nach deutschen Richtlinien ausbildet. Die Ausbildung dauert vier Jahre, davon drei Jahre Theorie und Praxis im Ausbildungsinstitut, sowie ein Jahr rein praktische Ausübung in einer Podologiepraxis.
Aufgrund fehlender Gesetze und Kontrollen wird jedoch jegliche Tätigkeit der Fußpflege in Griechenland als Podologie bezeichnet, auch wenn kosmetische Behandlungen im Vordergrund stehen.
Idealistische Podologen fordern daher eine gesetzlich geregelte Ausbildung und die Schaffung eines Berufsbildes auf internationaler Basis. Dafür setzen sich zwei griechische Podologenverbände ein.